# Conferencia de Annapolis

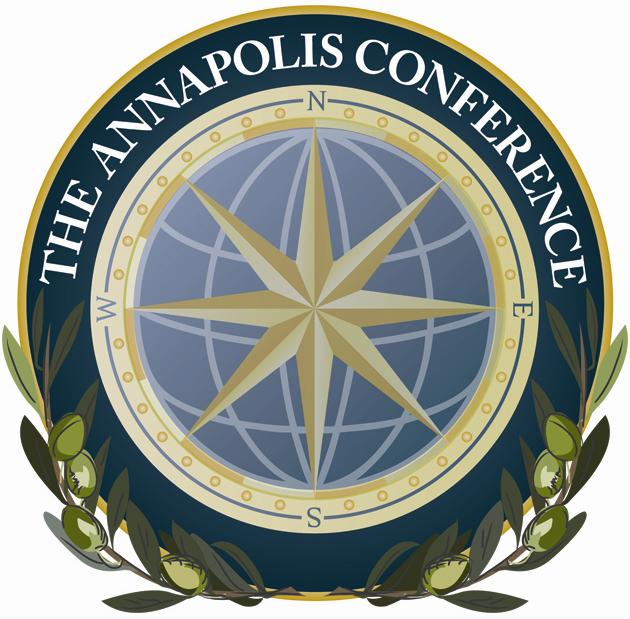
Conferencia de Annapolis.

La Conferencia de Annapolis, realizada el 27 de noviembre de 2007, contó con la presencia del primer ministro de Israel Ehud Ólmert y el presidente de la Autoridad Nacional Palestina Mahmud Abbas. Se realizó en la ciudad homónima en el estado de Maryland, Estados Unidos, bajo los auspicios del Presidente de dicho país, George W. Bush, en el marco del proceso para alcanzar la paz en el conflicto palestino-israelí. Contó a su vez con representantes de China, Rusia, las Naciones Unidas, la Unión Europea y la Liga Árabe, además de los cancilleres palestino e israelí, Salam Fayyad y Tzipi Livni, respectivamente. La conferencia terminó con un comunicado de prensa conjunto de todas las partes. Tras la Conferencia de Annapolis, las negociaciones del proceso de paz palestino-israelí continuaron varios años. 

## Asistentes
Estados Unidos fue el país encargado de organizar y albergar la conferencia. El Presidente de la Autoridad Nacional Palestina Mahmoud Abbas, el primer ministro israelí Ehud Olmert y el Presidente de los Estados Unidos George W. Bush asistieron a la conferencia. El 20 de noviembre de 2007 se hizo pública una lista parcial con más de 40 invitados que incluía a China, la Liga Árabe, Rusia, la Unión Europea y las Naciones Unidas; la mayoría de ellos aceptaron la invitación. 

## Contexto y objetivos

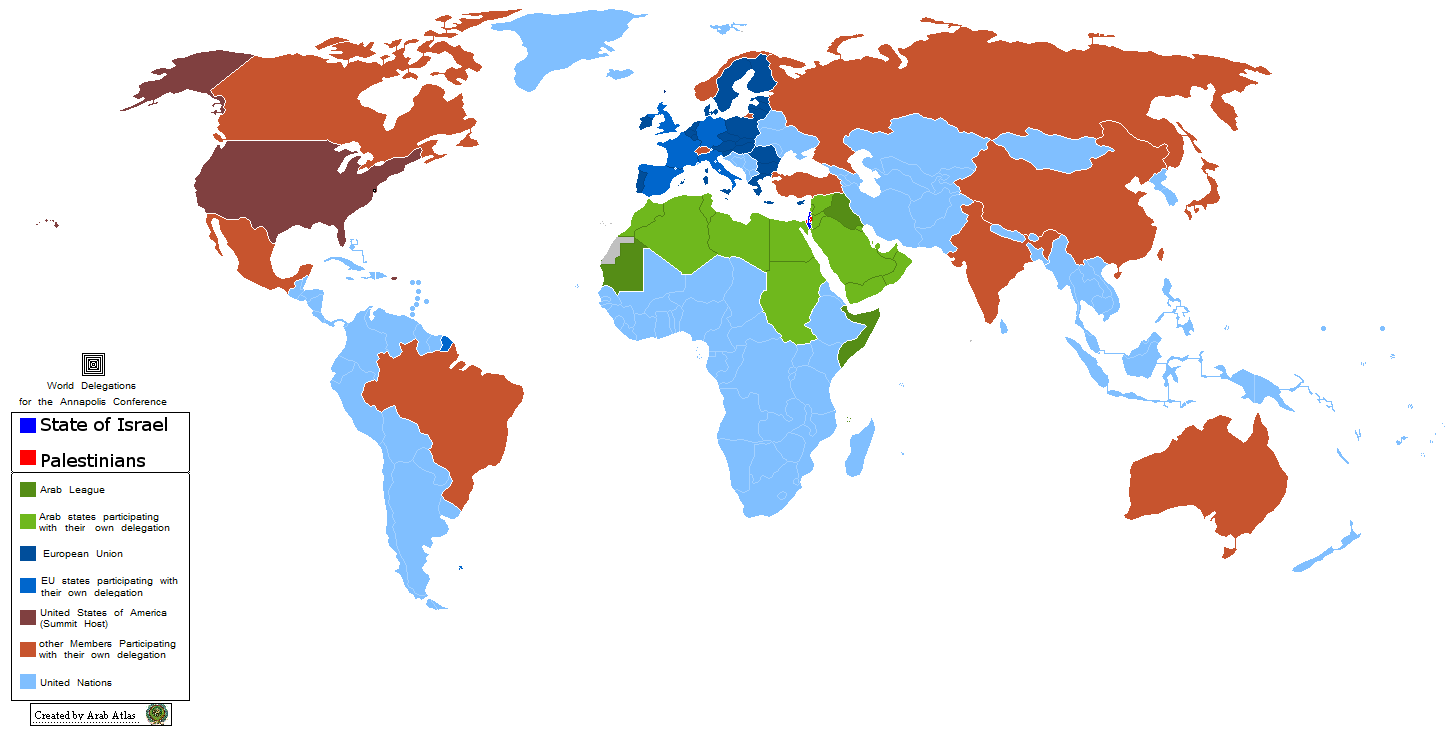
Participantes en la Conferencia de Annapolis.

El objetivo de la Conferencia de Annapolis fue recuperar el proceso de paz y ganar un mayor apoyo internacional. Para ello, se trataba de reiniciar las negociaciones de un acuerdo sobre el estatus final que abordasen todos los temas clave del conflicto palestino-israelí, así como el establecimiento de un Estado de Palestina mediante el seguimiento de la Hoja de Ruta para la Paz. El diario israelí Haaretz filtró un borrador antes de la conferencia según el cual la Declaración Conjunta de Annapolis, que habría de llegar al final de la conferencia, debía resaltar el alcance de lo que finalmente serían las conversaciones de paz. 
Mahmoud Abbas y Ehud Olmert se habían reunido hasta en seis ocasiones desde junio de 2007 para tratar de acordar algunos aspectos básicos antes de la cumbre. Olmert y Abbas mantuvieron una última charla previa en Washington D. C. el 26 de noviembre de 2007, el día antes de la conferencia, y siguieron con las conversaciones de paz después de esta. 

## Posiciones

### Estadounidense

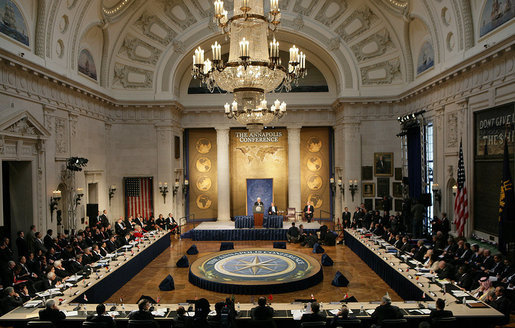
Discurso de Mahmoud Abbas en la Conferencia de Annapolis

A mediados de octubre, la Secretaria de Estado Condoleezza Rice visitó Oriente Medio en un viaje de cuatro días para actuar de mediadora y recabar apoyos para la cumbre. Esta fue la octava visita de Rice a la región durante la administración Bush. En la asamblea general de las Federaciones Judías de América del Norte, celebrada en Nashville (Tennessee) el 13 de noviembre de 2007, Rice dio a entender que los israelíes estaban preparados para ceder Cisjordania a cambio de la paz. 

### Palestina
Mahmoud Abbas declaró que hacía falta una agenda clara para la conferencia. Exigió un Estado de Palestina con una superficie igual a la del conjunto de Cisjordania y la Franja de Gaza. También pidió que se debatiesen en la conferencia los seis aspectos claves del conflicto palestino-israelí: el estatus de Jerusalén, la situación de los refugiados palestinos y su derecho al retorno, las fronteras, los asentamientos israelíes, el agua y la seguridad. 
Abbas declaró que esperaba alcanzar un acuerdo con Israel para finales de noviembre de 2007 para después someterlo a referéndum. Además, expresó su esperanza de que un acuerdo definitivo con Israel fuese posible antes de que pasasen seis meses de la conferencia.  

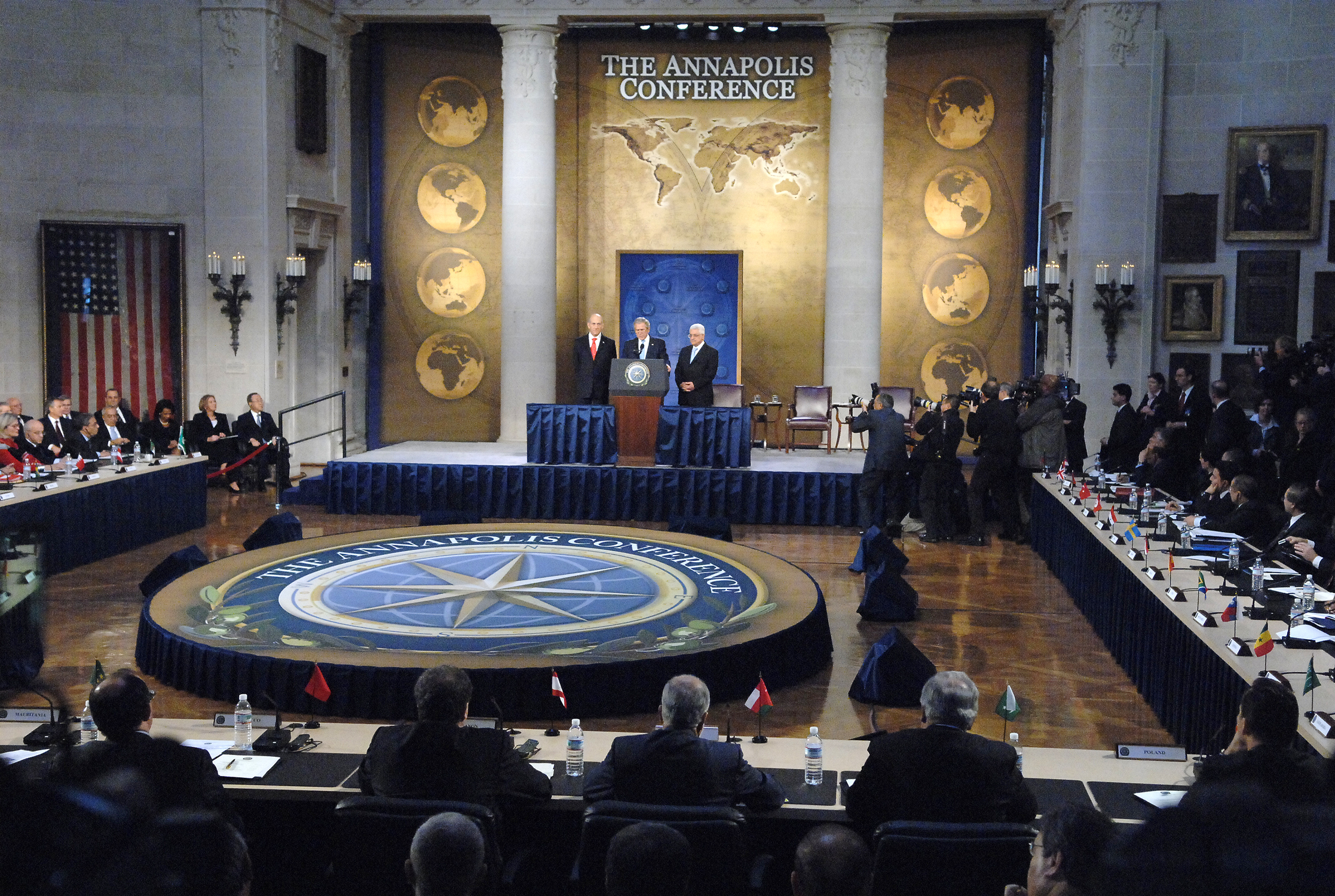
Olmert, Bush y Abbas hablan en la Conferencia de Annapolis.

### Israelí
En octubre de 2007, el primer ministro israelí Ehud Olmert indicó que estaba dispuesto a ceder partes de Jerusalén Este como parte de un acuerdo más amplio en Annapolis, lo que le supuso duras críticas de la derecha israelí, de organizaciones judías extranjeras y de los sionistas cristianos. 
El 27 de noviembre de 2007, Ovadia Yosef, líder espiritual del partido israelí Shas, anunció que su partido dejaría la coalición gubernamental (y, por lo tanto, dejaría en minoría parlamentaria a Ehud Olmert) si este acordaba la división de Jerusalén. Eli Yishai, ministro de Shas, explicó que: "Jerusalén está más allá de toda consideración. No ayudaré a realizar concesiones con Jerusalén." Las declaraciones de los miembros de Shas hacen que se cuestione la capacidad de Olmert de seguir adelante con sus ideas previas de posibles concesiones en torno a Jerusalén Este. 

## Inicio
Antes de la conferencia, el Presidente de los Estados Unidos, George W. Bush, se reunió con los líderes israelí y palestino en la Casa Blanca. Después de reunirse con Olmert y Abbas, Bush leyó una declaración conjunta, firmada por ambas partes, en la que se defendía la solución de dos Estados: "Acordamos lanzar inmediatamente negociaciones bilaterales de buena fe para sellar un acuerdo de paz que resuelva todos los asuntos importantes, incluidos los puntos clave, sin excepciones. (...) El tratado de paz definitivo establecerá Palestina como la patria del pueblo palestino tal y como Israel es la patria del pueblo judío". 

## Resultado
El Presidente de los Estados Unidos, George W. Bush, leyó una declaración conjunta que afirmaba que "en persecución del objetivo de los dos Estados, Israel y Palestina, que convivan uno junto al otro en paz y seguridad", las partes habían acordado "lanzar inmediatamente negociaciones bilaterales de buena fe para sellar un acuerdo de paz que resuelva todos los asuntos importantes, incluidos los puntos clave sin excepción, tal y como se especificó en los acuerdos previos". Una junta de control se reuniría el 12 de diciembre de 2007, a lo que seguirían negociaciones quincenales entre Abbas y Olmert. 
Las partes también se comprometieron a implementar inmediatamente sus respectivas obligaciones según la Hoja de Ruta para la Paz, así como a continuar implementándola hasta que se alcanzase un acuerdo de paz, lo cual se debería alcanzar antes del final de 2008. 
El 17 de diciembre se llevó a cabo en París una conferencia de donantes para el proyecto.

## Reacciones

### Protestas y boicots
Hamás y el gran ayatolá Alí Jamenei de Irán llamaron a un boicot de la conferencia, y el 23 de noviembre Hamás llevó a cabo una manifestación en la Franja de Gaza. En Cisjordania, la policía palestina reprimió violentamente importantes manifestaciones que se oponían a la conferencia, y los milicianos de Fatah golpearon a los manifestantes. El presidente de Irán, Mahmoud Ahmadinejad, denunció la conferencia, a la que calificó de "un show político para los medios de comunicación que solo va en el interés de Israel". El número dos de la organización terrorista Al Qaida, el egipcio Ayman al Zawahiri, calificó el acuerdo alcanzado como "una traición para vender Palestina" y entregarla a Israel y criticó a los líderes árabes que se sentaron junto al presidente estadounidense George W. Bush y al primer ministro israelí, Ehud Olmert, por participar en "uno de los capítulos de la cadena de etapas que tienen como objetivo la venta de Palestina".
Por otro lado, los activistas y las organizaciones judías que se oponían a las hipotéticas concesiones de Israel en un acuerdo de paz, sobre todo en lo concerniente a Jerusalén o a Cisjordania, fueron haciendo cada vez más visible su oposición al gobierno con protestas frente a las embajadas israelíes en Nueva York y Washington D. C. durante la cumbre. El 27 de noviembre de 2007, el día que comenzaba la Conferencia de Annapolis, el rabino Dov Lior del Consejo de Rabinos de Yesha (el acrónimo hebreo de los territorios ocupados palestinos) organizó una "reunión de emergencia" para discutir sobre la conferencia. Durante esta reunión, Lior declaró que "ningún líder, de ninguna generación, tiene el derecho de ceder la Tierra de Israel. (...) Llamamos a los judíos del extranjero, y en especial a los líderes de la comunidad y a los rabinos, a unirse a nuestros esfuerzos contra este tratado y lo que implica. (...) Juntos, salvaremos al pueblo de Israel del terrible plan del gobierno". Lior añadió que la paz solo se conseguiría con la "limpieza del país de árabes y su reasentamiento en los países de los que vinieron". Gran parte de los principales grupos de judíos y cristianos estadounidenses se unieron a una mayoría del Knéset (parlamento israelí) que se oponía a cualquier negociación que supusiese cambio alguno en el estatus de Jerusalén. Juntos formaron un grupo denominado Consejo Coordinador sobre Jerusalén. 

### Apoyo
Las organizaciones que apoyaban la conferencia también se movilizaron y se prepararon para manifestarse en defensa de la cumbre. Las Naciones Unidas prepararon una resolución que habría de ser adoptada por el Consejo de Seguridad el 30 de noviembre de 2007, en la que se expresaba su apoyo por el resultado de la conferencia. La resolución se retiró por las quejas de Israel. Además, según fuentes de las Naciones Unidas, la Autoridad Nacional Palestina también declaró que no estaba interesada en una resolución. 